# Кебаані
Кебаані (груз. ქებაანი) — село в Грузії.
За даними перепису населення 2014 року в селі проживає 7 осіб.